# April Hunter

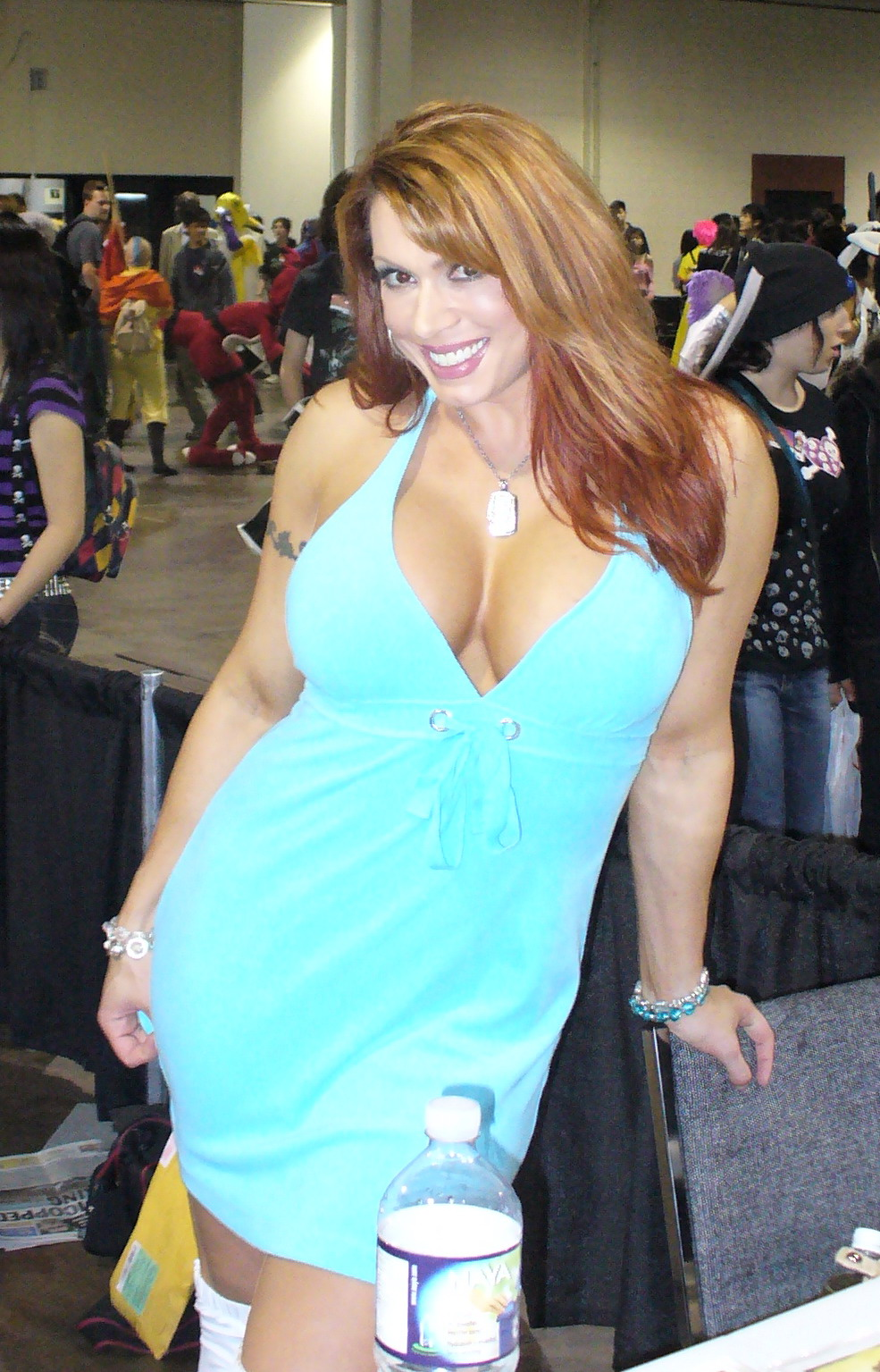
April Hunter (2008)

April Hunter (* 24. September 1971 in Philadelphia, Pennsylvania) ist eine US-amerikanische Wrestlerin, Valet, Glamour- und Fitnessmodel.

## Karriere
April Hunter war ursprünglich Fitnessmodel und kam als eines der nWo-Girls zu WCW. Sie wollte wenig später auch in den Ring steigen, jedoch schloss die Liga während ihrer Wrestlingausbildung. Hunter trat daher dann in einigen Indy-Ligen an und bildete dabei unter anderem ein Team mit Nikki Roxx. Sie war zu dieser Zeit auch mit Slyck Wagner Brown liiert und bestritt mit ihm des Öfteren Tag Team Matches. April trat 2002 kurzzeitig bei NWA-TNA an und fehdete dabei gegen Bruce um den „Miss TNA“-Titel. Sie tourte danach unter anderem durch Kanada, Europa und Mexiko, sowie sehr regelmäßig durch Japan und verfasste darüber auch einige interessante Berichte. Sie brach sich im Dezember 2005 bei einer Auseinandersetzung mit Wagner die Hand, wonach dieser festgenommen wurde. Hunter trennte sich kurz darauf offiziell von ihm und heiratete am 30. August 2006 den Wrestler JD Michaels. April trat 2007 einige Male für German Stampede Wrestling an, wrestlete aber aufgrund von zahlreichen Verletzungen seit dieser Zeit nicht mehr allzu oft. Sie betätigt sich allerdings noch relativ oft als Valet und modelt nebenbei.

## Weitere Auftritte
Hunter hatte Auftritte in den Filmen Â! Ikkenya puroresu (2004) und Just Another Romantic Wrestling Comedy (2007). In Großbritannien hatte sie einen Kurzauftritt in der James Whale Show und in Japan spielte sie in einem Toyota-Werbespot. In den USA trat sie in der MSNBC-Dokumentation Body of Work, in der Howard Stern Show und in den Musikvideos Boom Boom Boom und Don’t Stop (Wiggle Wiggle) des Hip-Hop-Duos Outhere Brothers auf.